# جائزة دبي للأداء الحكومي المتميز
جائزة دبي للأداء الحكومي المتميز هي جائزة تمنح سنويا ضمن برنامج دبي للأداء الحكومي المتميز لأفضل أداء لدائرة من دوائر حكومة إمارة دبي، وموظفي مختلف الدوائر على جميع المستويات الوظيفية.
وقد أمر الشيخ محمد بن راشد آل مكتوم بتغيير اسم جائزة دبي للأداء الحكومي المتميز إلى برنامج دبي للأداء الحكومي المتميز وتحويلها من جائزة تقدم مرة واحدة في العام إلى برنامج دائم طوال العام، انطلاقاً من اهتمامه بالكوادر البشرية وتدريبها باعتبارها أهم عنصر في العملية الانتاجية.

## معايير دولية
وضعت معايير دولية للجودة على الدوائر الحكومية اتباعها، تستند على تسهيل الاجراءات والشفافية وسرعة الأداء واتباع الأساليب الحديثة في الإدارة، واكتشاف القياديين وتفعيل العلاقة بين الدائرة ومن يتعامل معها بصورة متينة وتدريب الكوادر المحلية وإزالة العوائق بين المراجعين والدائرة. وقد بدأت نشاطات هذه الجائزة بأمر من الشيخ محمد بن راشد آل مكتوم في عام 1997 وتجرى سنويا تحت رعايته. وقد أمر أن يكون الاشتراك بهذه الجائزة إجباري للدوائر الحكومية حتى يتم رفع مستوى الأداء الحكومي لمواكبة الأداء في القطاع الخاص.